# Fortín Belgrano
Fortín Belgrano es una localidad argentina, la más boreal de la Provincia del Chaco, en el departamento General Güemes. Depende administrativamente del municipio de El Sauzalito, de cuyo centro urbano dista unos 110 km. Se encuentra sobre la margen derecha del río Teuco, y en el límite con la Provincia de Salta.

## Infraestructura
Cuenta con un puesto de salud dependiente de El Sauzalito. La red de energía eléctrica se habilitó en enero de 2023, con una línea de 13,2 kV que llega desde Tres Pozos.

## Población
El INDEC no reconoció en el censo de 2001 a Fortín Belgrano como un aglomerado urbano. Fortín Belgrano es uno de los principales asientos de la población wichí. Asimismo se sabe que cuenta con un destacamento policial y en 2016 tiene más de 100 habitantes estables.

## Vías de comunicación
Su principal vía de comunicación es la Ruta Provincial 3, que la comunica al sudeste con El Sauzalito y la Ruta Nacional 11, y al noroeste con la Provincia de Salta.